# Lhota Bubeneč
Lhota Bubeneč (německy Lhota Bubenetsch) je malá vesnice, část městyse Křivsoudov v okrese Benešov. Nachází se asi 1,5 km na východ od Křivsoudova. V roce 2009 zde bylo evidováno 22 adres.
Lhota Bubeneč leží v katastrálním území Křivsoudov o výměře 13,66 km².

## Historie
První písemná zmínka o vesnici pochází z roku 1379.